# Каргалык (город)
Каргалы́к (кит. 喀格勒克镇, уйг. قاغىلىق‎, Қағилиқ, Қарғилиқ) или Ечэ́н (кит. трад. 葉城, упр. 叶城, пиньинь Yèchéng) — посёлок в округе Кашгар Синьцзян-Уйгурского автономного района КНР, административный центр уезда Каргалык. 

## География
Расположен на правом берегу реки Яркенд, в 249 км к юго-востоку от Кашгара и в 68 километрах к югу от Яркенда.

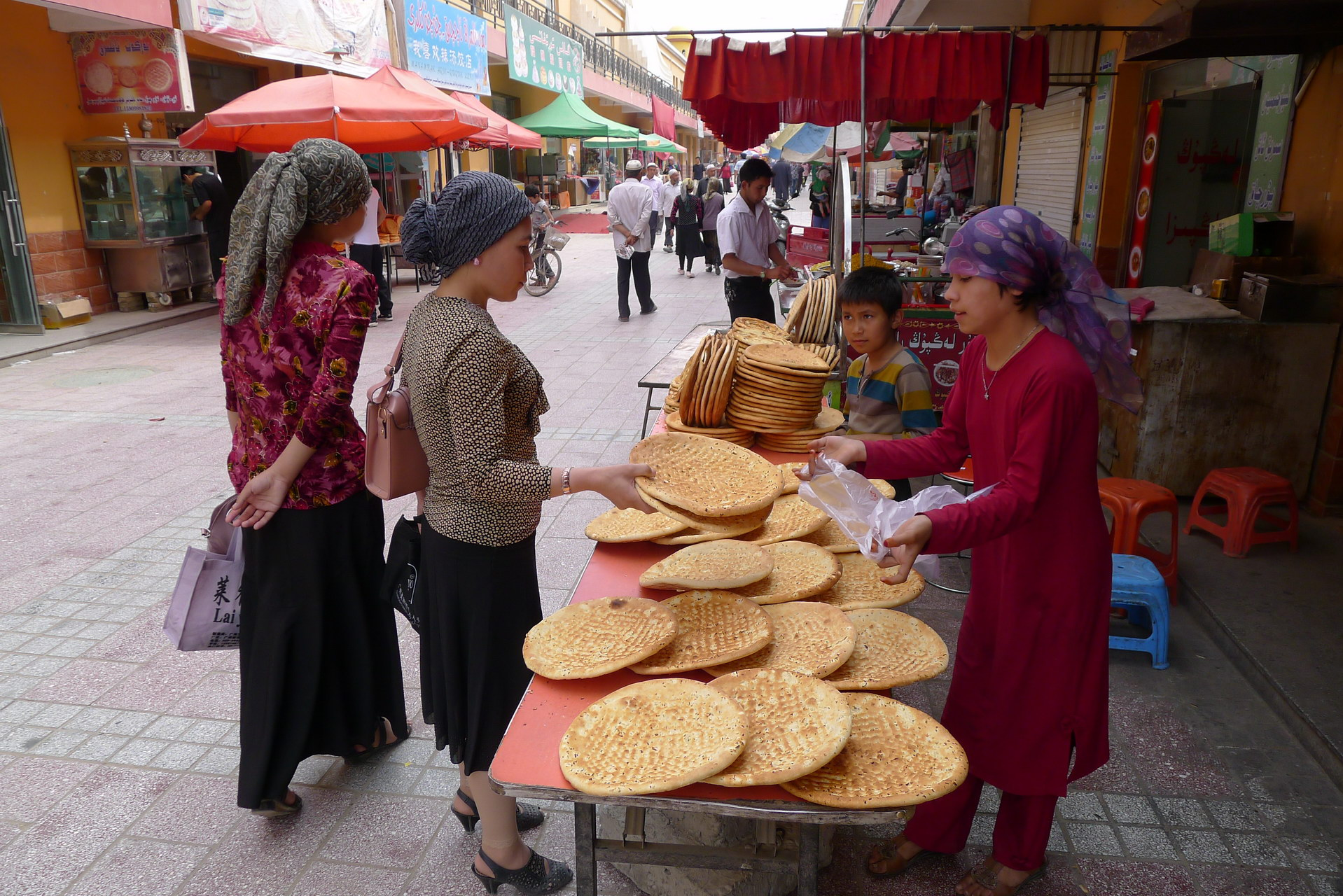
Базар Каргалыка

## История
В районе современного Каргалыка локализуется древнее государство Цзыхэ. Эта локализация была предложена уже давно, о ней в 1914 году писал Рётай Хатани в своей работе «Буддизм в Западном крае» (西域之佛教). В «Ханьшу» («Истории Старших Ханей») оно зарегистрировано как государство Сие. В «Повествовании о государстве Сие» сообщается: «Князь государства Сие именуется Цзыхэ (子合王), его резиденция находится в долине Хуцзянь (呼鞬谷). До Чанъаня 10 250 ли. Семей — 350, человек — 4 тысячи. Отборного войска — 1000 человек. В северо-восточном направлении до резиденции наместника 5046 ли. На востоке граничит с Пишань, на юго-западе — с Уча, на севере — с Сочэ, на западе — с Пули. Пули и Инай, а также государство Улэй одного рода с Сие. Сие отличается от хусцев, его народ относится к цянам и ди, является подвижным государством. Вслед за скотом кочуют туда и сюда в зависимости от наличия воды и травы. В земле Цзыхэ добывается нефрит». 
В источниках имя князя Цзыхэ рассматривают как второе название государства. В «Хоу Ханьшу» («Истории Младших Ханей») государство так и называется — Цзыхэ: «Государство Цзыхэ, живут в долине Хуцзянь. До Шулэ (Кашгар) 1000 ли. Семей — 350, человек — 4 тысячи. Отборного войска — 1000 человек.» Название государства встречается и в «Фо го цзи» Фасяня.

## Транспорт

### Автомобильный
Через Кагарлык проходит национальное шоссе годао 315, которое связывает посёлок с городским округом Лхаса.

### Воздушный
В 2024 году введён в эксплуатацию аэропорт Миэрдай, принадлежащий государственной компании Xinjiang Airport Group. Он имеет взлетно-посадочную полосу длиной 2 тыс. метров и шириной 30 метров, а также терминальный комплекс общей площадью 3 180 кв. метров.